# Sacramento, California
Sacramento este capitala statului California începând din anul 1854. Orașul se află pe cursul râului American River (137 km), un afluent al râului Sacramento.  În același timp, Sacramento este sediul comitatului Sacramento.  
Aflat în Valea Centrală a Californiei (în engleză, California Central Valley), orașul este cel de-al șaptelea oraș al Californiei luat după populație.  Conform datelor din 2006, Sacramento avea o populație totală de 457.514 locuitori. Orașul este centrul economic și cultural al celor patru comitate pe care se găsește zona sa metropolitană: comitatele El Dorado, Placer, Sacramento și Yolo. Cu o populație de 2.042.283 locuitori, zona metropolitană Sacramento este cea mai mare din Central Valley și cea de-a patra din întregul stat California, după zona Los Angeles-Orange County, zona San Francisco Bay Area și zona San Diego. Zona extinsă a orașului Sacramento ("Greater Sacramento") a fost menționată ca fiind printre cele mai plăcute zone de locuit din Statele Unite ale Americii, iar orașul a fost menționat de revista TIME ca fiind unul dintre "cele mai integrate orașe ale Americii".

## Clima
Cu toate că orașul se află situat numai la 120 de km de coasta Pacificului, vara este aici frecvent caniculă, dar briza umedă răcoroasă care suflă noaptea din San Francisco Bay (Golful San Francisco) face ca zilele fierbinți de vară să devină mai suportabile.

## Geologie
Prin poziția geografică a orașului, care se află în apropiere de falia San Andreas, unde se întâlnesc două plăci tectonice, în regiune având loc frecvent cutremure.

## Istoric
Din anul 1839 regiunea face parte din teritoriul „Elveția nouă”, numită așa de colonistul elvețian Johann August Sutter, care cu aprobarea regelui Noii Spanii (Virreinato de Nueva España) întemeiază aici o colonie. Schimbarea situației în regiune au adus-o anii 1848, când a avut loc goana după aur, căutătorii de aur urcând pe valea râului Sacramento. Sacramento este declarat oraș în anul 1850, iar în 1856 există deja o cale ferată, după care devine un centru comercial important în regiune, centru care s-a dezvoltat și mai mult prin construirea canalului pentru circularea vapoarelor.

## Creșterea numărului populației
| - 1850 - 6.820 - 1860 - 13.785 - 1870 - 16.283 - 1880 - 21.420 - 1890 - 26.386 - 1900 - 29.282 | - 1910 - 44.696 - 1920 - 65.908 - 1930 - 93.750 - 1940 - 105.958 - 1950 - 137.572 - 1960 - 191.667 | - 1970 - 257.105 - 1980 - 275.741 - 1990 - 369.365 - 2000 - 407.018 - 2004 - 454.330 - 2006 - 480.390 |

## Orașe înfrățite
- Chișinău, Republica Moldova
- Hamilton, Noua Zeelandă
- Jinan, China
- Liestal, Elveția
- Manila, Filipine
- Yokohama, Japonia
- Yongsan-gu (district din Seoul), Coreea de Sud

## Personalități născute aici
- Hiram Johnson (1866 – 1945), guvernator al Californiei;
- Robert Warwick (1878 – 1964), actor;
- Henry Hathaway (1898 – 1985), regizor;
- Bob Kiesel (1911 – 1993), atlet;
- Michael J. Adams (1930 – 1967), astronaut;
- Tommy Kono (1930 - 2016), halterofil;
- Joan Didion (1934 – 2021), scriitoare;
- Mel Ramos (1935 – 2018), pictor;
- Anthony Kennedy (n. 1936), jurist; a condus Curtea Supremă de Justiție a SUA;
- John Ferris (1949 - 2020), înotător;
- Frank Silva (1950 - 1995), designer;
- Charles M. Rice (n. 1952), virusolog, laureat cu Premiul Nobel;
- Susan Pedersen (n. 1953), înotătoare;
- Dawn Silva (n. 1954), cântăreață;
- Christina Seufert (n. 1957), sportivă la sărituri în apă;
- Merrin Dungey (n. 1971), actriță;
- Darryl Hanah (n. 1972), actriță porno;
- Durek Verrett (n. 1974), controversat om de afaceri, logodnic al prinţesei Märtha Louise a Norvegiei;
- Jessica Chastain (n. 1977), actriță;
- Greta Gerwig (n. 1983), actriță,
- James Leighman Williams (n. 1985), scrimer;
- Sasha Grey (n. 1988), actriță porno;
- Brie Larson (n. 1989), actriță, cântăreață;
- Jacob Fatu (n. 1992), wrestler;
- Jenson Brooksby (n. 2000), tenismen.